# Ciné-Ressources
Ciné-Ressources est un catalogue collectif des bibliothèques et archives de cinéma français, créé le 22 août 2007 et administré par la Cinémathèque française.
Créé par la Bibliothèque du film en collaboration avec la Cinémathèque de Toulouse, il permet d’accéder à plus de 200 000 ressources par le biais d’un moteur de recherche.